# Xincheng (köpinghuvudort i Kina, Hubei Sheng, lat 32,35, long 113,20)
Xincheng (kinesiska: 新城, 新城镇) är en köpinghuvudort i Kina. Den ligger i provinsen Hubei, i den centrala delen av landet, omkring 220 kilometer nordväst om provinshuvudstaden Wuhan. Antalet invånare är 44 031. Befolkningen består av 20 682 kvinnor och 23 349 män. Barn under 15 år utgör 16,0 %, vuxna 15-64 år 74 %, och äldre över 65 år 8,0 %.
Runt Xincheng är det ganska tätbefolkat, med 239 invånare per kvadratkilometer. Närmaste större samhälle är Wanhe, 15,2 km sydost om Xincheng. Omgivningarna runt Xincheng är en mosaik av jordbruksmark och naturlig växtlighet.
Genomsnittlig årsnederbörd är 1 077 millimeter. Den regnigaste månaden är september, med i genomsnitt 182 mm nederbörd, och den torraste är december, med 14 mm nederbörd.